# Pablo Cuevas
Pablo Gabriel Tito Cuevas Urroz, född 1 januari 1986 i Concordia, Argentina, är en uruguayansk tennisspelare. Cuevas är högerhänt med enhandsbackhand. Han har tidigare tränats av exproffset Daniel Orsanic från Argentina.

## Karriär
Tillsammans med Luis Horna vann Cuevas herrdubbeln i Franska öppna 2008, vilket var första gången ett helsydamerikanskt par vann turneringen. Paret slog bland annat världsettorna, bröderna Bryan, på väg fram till titeln. Hans största framgångar har kommit i just dubbel där han har tagit fyra titlar inkl. Franska öppna. Han nådde 2008, förutom vinsten i Paris, semifinal i Mastersslutspelet med samme Horna.
Både 2008 och 2009 gick Cuevas till semifinal i Viña del Mar i Chile. Övermannen båda gångerna var hemmaspelaren Fernando González trots att Cuevas 2008 hade två matchbollar. Det var tänkt att samme González skulle bilda dubbelpar med Cuevas i 2010 års masterstävlingar, men skadebekymmer hos båda spelarna har gjort att de endast spelat med varandra vid ett par tillfällen. 
Genombrottet i singel kom 2009 då Cuevas slutade året som nummer 50 i världen. Tidigt på säsongen försvarade han sin semifinalplats i Viña del Mar från året innan. Efter att ha kvalat in i Wimbledon vann han första omgången. I juli 2009 kom Cuevas största framgång hittills då han gick till semifinal i Hamburgs stora grusturnering. Han slog då bl.a. Nicolás Almagro, Philipp Kohlschreiber och Jürgen Melzer vilket var stora överraskningar i mångas ögon. Framgångarna medförde att Cuevas för första gången i sin karriär blev direktkvalificerad till en Grand Slam-turnering, US Open, där han sedan åkte ut i andra omgången.
Pablo Cuevas presenterade sig på allvar för den svenska tennispubliken genom att gå till kvartsfinal i Swedish Open i Båstad 2010.
I oktober 2010 tog sig Cuevas till semifinal i Moskvas ATP-turnering. I andra omgången vann han där mot Nikolay Davydenko, rankad 11 vid tillfället. Detta var vid tillfället den högst rankade spelaren som Cuevas besegrat. I kvartsfinalen vann Cuevas mot Radek Stepanek. I semifinalen blev det förlust mot Viktor Troiki, som sedan vann turneringen. 
I mars 2011 vann Pablo Cuevas i andra omgången av ATP World Tour Masters 1000-tävlingen i Miami mot titelförsvararen Andy Roddick. Detta var första gången som Cuevas besegrade en topp 10-spelare.